# Distretto di Gibi
Il distretto di Gibi è un distretto della Liberia facente parte della contea di Margibi.